# 86 (numero)
Ottantasei (cf. latino octoginta sex, greco ἕξ καὶ ὀγδοήκοντα) è il numero naturale dopo l'85 e prima dell'87.

## Proprietà matematiche
- È un numero pari.
- È un numero composto, con i 4 seguenti divisori: 1, 2, 43, 86. Poiché la somma dei divisori (escluso il numero stesso) è 46 < 86, è un numero difettivo.
- È un numero semiprimo.
- È un numero noncototiente.
- È un numero nontotiente.
- È un numero colombiano nel sistema numerico decimale.
- Può essere espresso in un modo con l'unione, con i segni delle 4 operazioni, delle cifre da 1 a 9:
  - 1+2+3+4+5+6+(7*8)+9=86.
- È parte della terna pitagorica (86, 1848, 1850).
- È un numero a cifra ripetuta nel sistema di numerazione posizionale a base 6 (222).
- È un numero felice.
- È un numero intero privo di quadrati.
- È un numero congruente.
- È un termine della successione di Padovan.

## Astronomia
- 86P/Wild è una cometa periodica del sistema solare.
- 86 Semele è un asteroide della fascia principale del sistema solare.
- NGC 86 è una galassia spirale della costellazione di Andromeda.

## Astronautica
- Cosmos 86 è un satellite artificiale russo.

## Chimica
- È il numero atomico del Radon (Rn).

## Simbologia

### Slang
- Nello slang americano, 86 (eighty-six) è un termine usato in bar e ristoranti per indicare un servizio non disponibile o un cliente non gradito.

### Smorfia
- Nella Smorfia il numero 86 è "La bottega".